# شيخ عمر فاي
شيخ عمر فاي (بالإنجليزية: Sheikh Omar Faye)‏ هو منافس ألعاب قوى وسياسي غامبي، ولد في 10 يناير 1960 في بانجول في غامبيا.

## روابط خارجية
- شيخ عمر فاي على موقع الاتحاد الدولي لألعاب القوى (الإنجليزية)
- شيخ عمر فاي على موقع أوليمبيديا (الإنجليزية)